# Bouna Coundoul
Bouna Coundoul   (Dakar, 4 de març de 1982) és un exfutbolista senegalès de les dècades de 2000 i 2010.
Fou internacional amb la selecció de futbol del Senegal.
Pel que fa a clubs, destacà a Colorado Rapids i New York Red Bulls.